# Фасио, Федерико
Федери́ко Хулиа́н Фа́сио (исп. Federico Julián Fazio; 17 марта 1987, Буэнос-Айрес) — аргентинский футболист, защитник и капитан клуба «Салернитана».

## Клубная карьера

### «Феррокарриль Оэсте»
Федерико родился в столице Аргентины Буэнос-Айресе и начал свою профессиональную карьеру в клубе «Феррокарриль Оэсте», представляющем этот город. Очень большую роль в карьере этого футболиста сыграл его огромный рост (199 см), который позволял ему не только выигрывать почти все единоборства, но и дал ему прозвища от болельщиков (Тощий, Башня и т. п.). В своей первой команде Фасио проявлял себя достаточно хорошо, но «Феррокарриль Оэсте» являлся представителем второго дивизиона чемпионата Аргентины, поэтому молодой амбициозный защитник спустя пару сезонов решил сменить команду.

### «Севилья»
В январе 2007 года Фасио перешёл в испанскую «Севилью», но там его карьера пошла не так просто, как на родине. Поначалу Федерико не пробивался в основной состав обладателей Кубка УЕФА и выступал за команду резервистов, но спустя некоторое время аргентинец всё таки стал появляться в основе. Во многом этому способствовали травмы других защитников «Севильи» (у Хави Наварро были проблемы с коленом, а у Жюльена Эскюде травма лобковой кости). В итоге Федерико стал важной частью команды, второй раз подряд выигравшей Кубок УЕФА.
Его дебют в испанской примере состоялся 25 августа 2007 года в матче открытия нового сезона. Его клуб выиграл тогда у «Хетафе» со счётом 4:1. Фасио также помог «Севилье» одолеть «Реал» в матче за Суперкубок 2007 года.
7 мая 2008 года аргентинец забил свой первый мяч за «Севилью». В том матче со счётом 3:0 был повержен «Расинг». Неделю спустя Федерико забил и свой второй гол, на этот раз в ворота «Реал Бетиса». Матч закончился со счётом 2:0. В обоих матчах номинальный защитник играл на позиции опорника.

### «Тоттенхэм Хотспур»
26 августа 2014 года Фасио перешёл в «Тоттенхэм Хотспур», подписав контракт на 4 года. Сумма сделки составила 8 млн фунтов. Но в первом же матче за «шпоры» против «Манчестер Сити» получил красную карточку за фол в своей штрафной.

### Аренда в «Севилью»
31 января 2016 года на правах аренды вернулся в «Севилью». В дебютном матче уже на 24 минуте был удален с поля.

### «Рома»
3 августа 2016 года игрок присоединился к «Роме» на правах аренды. Спустя год, 15 июля 2017 года «Рома» выкупила контракт футболиста за 3,2 млн евро. 29 октября 2017 года Фасио продлил контракт с «giallorossi» до 30 июня 2020 года.

## Карьера в сборной
За сборную Аргентины Фасио провел всего два матча, однако успел себя проявить на уровне молодёжных сборных. В его активе победы на двух крупнейших международных турнирах: чемпионате мира 2007 года и Олимпийских играх 2008.

## Достижения
«Севилья»
- Кубок Испании: 2009/10
- Суперкубок Испании: 2007
- Лига Европы УЕФА: 2013/14; 2015/16

Сборная Аргентины
- Олимпийские игры: 2008
- Чемпионат мира (до 21): 2007